# Enele Sopoaga

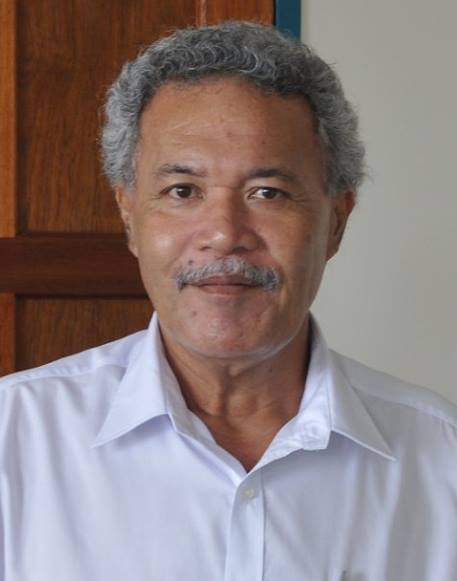
Enele Sopoaga (2014)

Enele Sosene Sopoaga (* 10. Februar 1956 auf Nukufetau, Tuvalu) ist ein tuvaluischer Diplomat und Politiker. Er war von 2005 bis 2006 amtierender Vorsitzender der Allianz der kleinen Inselstaaten (AOSIS). Von 2013 bis 2019 war er Premierminister seines Landes.

## Ministerialbeamter und Studium
Sopoaga, jüngerer Bruder des ehemaligen tuvaluischen Premierministers Saufatu Sopoanga, begann zunächst eine Laufbahn im Ministerialdienst von Tuvalu. Er arbeitete von 1980 bis 1986 als Erziehungsbeamter im Ministerium für Soziale Dienste. Anschließend war er kurze Zeit Unterstaatssekretär im Ministerium für Soziale Dienste. Von 1986 bis 1988 war er Unterstaatssekretär im Ministerium für Auswärtige Angelegenheiten und Wirtschaftsplanung. 1988 wurde Sopoaga Unterstaatssekretär für die Beziehungen zur Europäischen Union im Außenministerium.
1991 wurde er zunächst amtierender Ständiger Sekretär sowie 1992 bis 1995 Ständiger Sekretär für die Beziehungen zur EU im Ministerium für Auswärtige Angelegenheiten und Wirtschaftsplanung. Im Anschluss daran war er bis 1996 Ständiger Sekretär im Ministerium für Gesundheit, Sport und die Entwicklung menschlicher Ressourcen.
Zwischenzeitlich erwarb er nach dem Studium der Politik- und Wirtschaftswissenschaften 1990 ein Diplom in Diplomatischen Studien an der University of Oxford sowie 1994 einen Master in International Relations der University of Sussex.

## Diplomat und UN-Botschafter
1996 wurde er zum Hochkommissar in Fidschi sowie zugleich in Papua-Neuguinea sowie Samoa ernannt.
Sopoaga wurde nach dem Beitritt von Tuvalu zur UNO als 187. Mitglied am 5. September 2000 erster Botschafter und Ständiger Vertreter bei den Vereinten Nationen. Dieses Amt übte er bis zum Oktober 2006 aus.
Während seiner diplomatischen Tätigkeiten war er mehrfach Vertreter von Tuvalu bei internationalen Konferenzen.

## Amtierender Vorsitzender der AOSIS
Im Januar 2002 wurde er Stellvertretender Vorsitzender der AOSIS und in diesem Amt am 10. März 2006 wiedergewählt. Zuvor war er bereits seit 2001 Repräsentant der AOSIS bei der Klimarahmenkonvention der UN (UNFCCC).
Im Dezember 2005 wurde er als Nachfolger von Jagdish Koonjul amtierender Vorsitzender der AOSIS. Dieses Amt übergab er im März 2006 an Julian Robert Hunte.

## Regierungsfunktionen
Im September 2010 wurde er Außenminister in der Regierung von Premierminister Maatia Toafa. Nachdem Toafa am 21. Dezember 2010 durch ein Misstrauensvotum des Parlaments gestürzt worden war, kandidierte Sopoaga für die Nachfolge, unterlag aber am 24. Dezember 2010 in einer Kampfabstimmung im Parlament gegen Willy Telavi und verlor auch seinen Posten als Außenminister.
Nachdem Generalgouverneur Iakoba Italeli Telavi am 1. August 2013 entlassen hatte, ernannte er Sopoaga zum Übergangspremierminister. Am 4. August 2013 wurde er vom Parlament zum Premierminister gewählt und am folgenden Tag vereidigt.
Nach der Parlamentswahl in Tuvalu 2019 wurde am 19. September 2019 Kausea Natano zum neuen tuvaluischen Premierminister gewählt.